# Arroyo Chuy del Tacuarí
Der Arroyo Chuy del Tacuarí (auch kurz Arroyo Chuy) ist ein auf dem Gebiet der Departamento Cerro Largo im Osten Uruguays gelegener kleiner Flusslauf.
Der Nebenfluss des Río Tacuarí entspringt in der Cuchilla Grande auf dem Gebiet von Cerro Largo und wird schon wenige Kilometer nach seiner Quelle zu einem kleinen See (ca. 1 km²) gestaut. Er bahnt sich danach seinen Weg von Norden nach Süden bis zur Mündung in den Río Tacuarí. Etwa auf halbem Weg bildet er ein verzweigtes Sumpfgebiet in das mehrere Nebenflüsse fließen, bevor er etwa 22 km vor seiner Mündung sich wider sammelt.
→ Siehe auch: Liste der Flüsse in Uruguay